# Кулес
Крепость Кулес (греч. Κουλές, старое — итал. Rocca al Mare) — средневековая морская крепость города Ираклиона на Крите, в Греции.
Общая площадь помещений составляет 3600 м².

## История

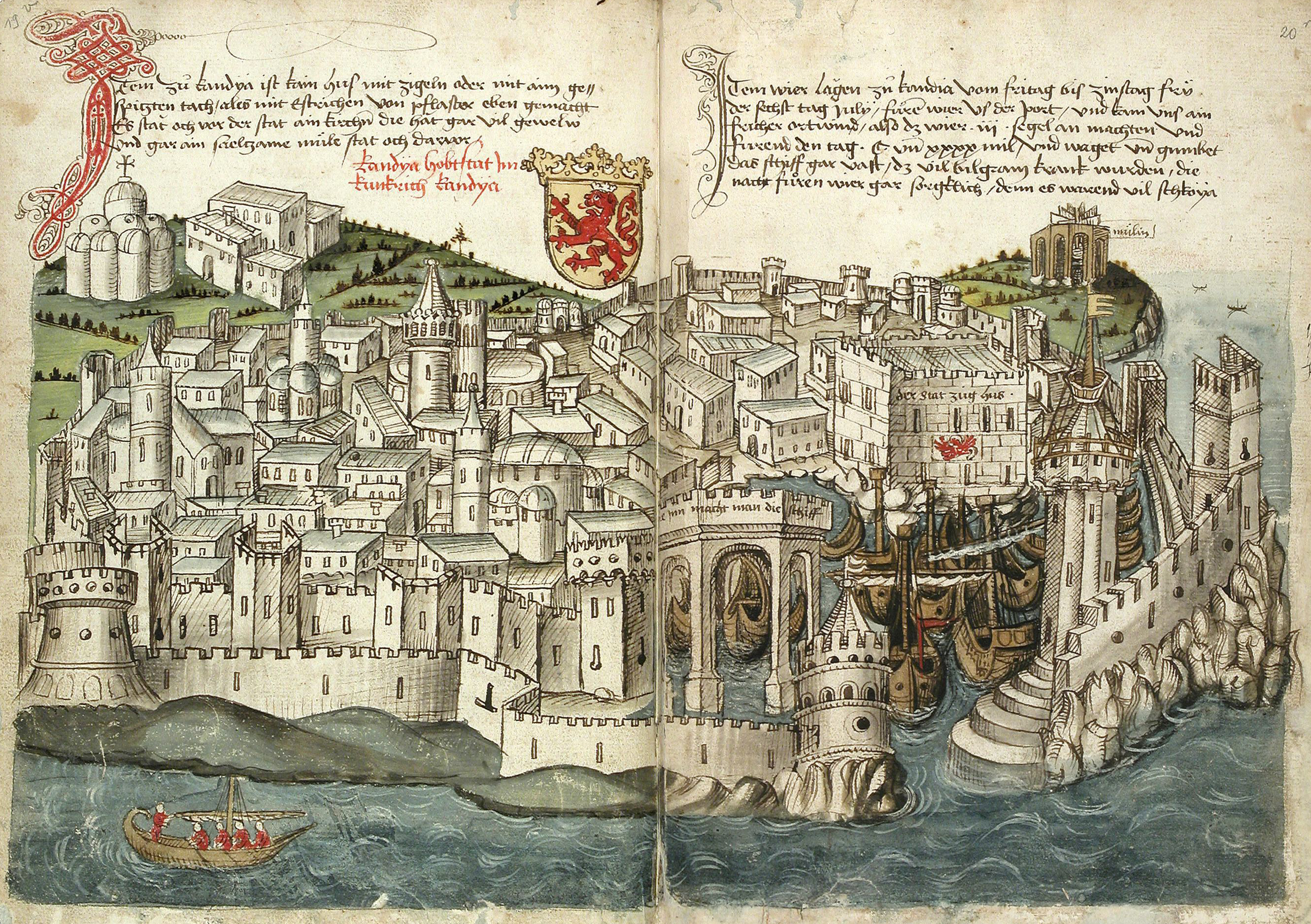
Крепость Кулес в 1486 году. Рисунок из описания путешествия в Иерусалим Конрада фон Грюненберга

Крепость Кулес впервые была упомянута в начале XIV века. Первое изображение крепости сделал флорентийский монах Кристофоро Буондельмонти в 1429 году. В 1486 году крепость посетил совершавший паломничество в Иерусалим немецкий рыцарь Конрад фон Грюненберг из Констанца, зарисовавший её в описании своего путешествия.
Окончательную форму строение приобрело в 1523—1540 годах, когда новопостроенная цитадель заменила старую крепость, разрушенную землетрясениями.
Венецианцы использовали в качестве названия крепости — Rocca al Mare. Три барельефа, вмурованные в главные стены крепости, изображают льва, как символ святого апостола Марка, являющегося одновременно и покровителем Венеции, и покровителем крепости и Ираклиона.
Ежегодно венецианцы использовали старые, обветшалые суда для перевозки большого количества природного камня с острова Дия и с побережья Фраскии, бухты близ деревень Родья и Палеокастро. Близ Ираклиона корабли с камнем затапливались, чтобы образовать мол, способный защитить крепость от разрушения со стороны моря.
В период турецкого владычества (1669—1898) крепость получила название Кулес (su kulesi — морская крепость). В этот же период была проведена достройка верхнего уровня цитадели, добавлены амбразуры, места для пушек, небольшая мечеть. Часть минарета, который заменил старый маяк, сохранилась до сих пор на северо-восточной стороне крыши.
Нижний этаж крепости перекрыт сводчатыми потолками с большими отверстиями для света, а его 26 помещений служили жильём, местом хранения воды, еды и оружия. Здесь же находилась и тюрьма, использовавшаяся и в венецианские, и в турецкие времена.
В период турецкого господства укрепления вокруг порта были усилены постройкой ещё одной небольшой крепости. Она находилась напротив венецианской крепости и называлась маленькая Кулес (разрушена в 1936 году).

## Крепость в настоящее время
В последние несколько десятилетий крепость была восстановлена и приведена в порядок 13-м Эфоратом византийских древностей греческого Министерства культуры. В этом месте состоялась международная конференция, посвященная Доменико Теотокопулосу (Эль Греко), во время которой здесь были выставлены полотна художника.

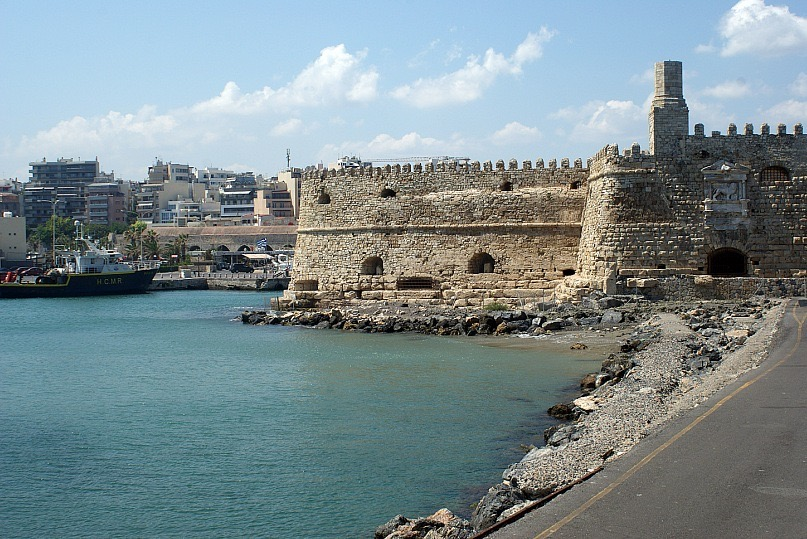
Крепость Кулес в Ираклионе